# Proteína del retinoblastoma-like 2
La proteína del retinoblastoma-like 2 (p130) es un factor de transcripción codificado en humanos por el gen rbl2. Esta proteína pertenece a la familia de proteínas bolsillo.

## Interacciones
La proteína del retinoblastoma-like 2 ha demostrado ser capaz de interaccionar con:
- HDAC1[3][4]
- c-Raf[5]
- RBBP8[6][7]
- Ciclina E1[8][9]
- Prohibitina[10]
- Cdk2[8][11]
- BRF1[12]
- BRCA1[13]